# Tropodo (Waru)
Tropodo is een bestuurslaag in het regentschap Sidoarjo van de provincie Oost-Java, Indonesië. Tropodo telt 22.116 inwoners (volkstelling 2010).